# Rory Thornton
Pour les articles homonymes, voir Thornton.
Pas d'image ? Cliquez ici

a Compétitions nationales et continentales officielles uniquement.

b Matchs officiels uniquement.
Dernière mise à jour le 17 mai 2020.
Rory Thornton, né le 16 mars 1995 à Swansea au pays de Galles, est un joueur gallois de rugby à XV. Il évolue au poste de deuxième ligne avec la franchise des Cardiff Blues.

## Biographie
Rory Thornton connaît des sélections en équipes de jeunes avec l'équipe du pays de Galles des moins de 20 ans ; il dispute le Championnat du monde junior de rugby à XV 2014 en Nouvelle-Zélande. Il a 14 sélections à la fin de la saison 2014-2015.
En 2014-2015, Rory Thornton a disputé 7 matchs avec les Ospreys dont 3 comme titulaire. Son club termine troisième de la saison 2014-2015 du Pro12 et dispute les demi-finales contre le Munster, s'inclinant 21 à 18.
Rory Thornton est retenu dans un groupe élargi de 47 joueurs pour la préparation de la Coupe du monde de rugby à XV 2015, annoncé par Warren Gatland le 1er juin 2015.